# Australia ai XXIII Giochi olimpici invernali
L'Australia ha partecipato ai XXIII Giochi olimpici invernali, che si sono svolti dal 9 al 28 febbraio 2018 a Pyeongchang in Corea del Sud, con una delegazione composta da 51 atleti, di cui 23 donne e 28 uomini.

## Medaglie
| Riepilogo quotidiano | Riepilogo quotidiano | Riepilogo quotidiano | Riepilogo quotidiano | Riepilogo quotidiano | Riepilogo quotidiano |
| -------------------- | -------------------- | -------------------- | -------------------- | -------------------- | -------------------- |
| Giorno               | Data                 |                      |                      |                      | Totale               |
| 1º                   | 10                   | 0                    | 0                    | 0                    | 0                    |
| 2º                   | 11                   | 0                    | 0                    | 0                    | 0                    |
| 3º                   | 12                   | 0                    | 1                    | 0                    | 1                    |
| 4º                   | 13                   | 0                    | 0                    | 0                    | 0                    |
| 5º                   | 14                   | 0                    | 0                    | 1                    | 1                    |
| 6º                   | 15                   | 0                    | 1                    | 0                    | 1                    |
| 7º                   | 16                   | 0                    | 0                    | 0                    | 0                    |
| 8º                   | 17                   | 0                    | 0                    | 0                    | 0                    |
| 9º                   | 18                   | 0                    | 0                    | 0                    | 0                    |
| 10º                  | 19                   | 0                    | 0                    | 0                    | 0                    |
| 11º                  | 20                   | 0                    | 0                    | 0                    | 0                    |
| 12º                  | 21                   | 0                    | 0                    | 0                    | 0                    |
| 13º                  | 22                   | 0                    | 0                    | 0                    | 0                    |
| 14º                  | 23                   | 0                    | 0                    | 0                    | 0                    |
| 15º                  | 24                   | 0                    | 0                    | 0                    | 0                    |
| 16º                  | 25                   | 0                    | 0                    | 0                    | 0                    |
| Totale               | Totale               | 0                    | 2                    | 1                    | 3                    |

### Medagliere per discipline
| Sport     | Oro | Argento | Bronzo | Totale |
| --------- | --- | ------- | ------ | ------ |
| Freestyle | 0   | 1       | 0      | 1      |
| Snowboard | 0   | 1       | 1      | 2      |
| Totale    | 0   | 2       | 1      | 3      |

### Medaglie d'argento
| Medaglia | Nome          | Sport     | Evento                   |
| -------- | ------------- | --------- | ------------------------ |
| Argento  | Matt Graham   | Freestyle | Gobbe maschile           |
| Argento  | Jarryd Hughes | Snowboard | Snowboard cross maschile |

### Medaglie di bronzo
| Medaglia | Nome         | Sport     | Evento            |
| -------- | ------------ | --------- | ----------------- |
| Bronzo   | Scotty James | Snowboard | Halfpipe maschile |

## Bob
L'Australia ha qualificato nel bob due equipaggi, uno nel bob a due maschile e uno nel bob a quattro maschile, per un totale di quattro atleti.
| Gara                   | Equipaggio                                       | 1ª manche | 2ª manche | 3ª manche | 4ª manche       | Totale  | Posizione |
| ---------------------- | ------------------------------------------------ | --------- | --------- | --------- | --------------- | ------- | --------- |
| Bob a due maschile     | Lucas Mata David Mari                            | 49"88     | 50"04     | 49"87     | non qualificati | 2'29"79 | 22        |
| Bob a quattro maschile | Lucas Mata David Mari Lachlan Reidy Hayden Smith | 49"72     | 49"91     | 50"07     | non qualificati | 2'29"70 | 25        |

## Freestyle

### Gobbe
| Rohan Chapman-Davies | Gobbe maschile  | 26.07 | 73.96 | 17  | 27.52 | 67.94 | 12   | non qualificato | non qualificato | non qualificato | non qualificato | non qualificato | non qualificato | non qualificato | non qualificato | non qualificato |
| Matt Graham          | Gobbe maschile  | 24.47 | 77.28 | 9 Q | Bye   | Bye   | Bye  | 24.89           | 81.39           | 2 Q             | 25.18           | 80.01           | 4 Q             | 24.85           | 82.57           |                 |
| Brodie Summers       | Gobbe maschile  | DNS   | DNS   | DNS | DNS   | DNS   | DNS  | non qualificato | non qualificato | non qualificato | non qualificato | non qualificato | non qualificato | non qualificato | non qualificato | non qualificato |
| James Matheson       | Gobbe maschile  | 26.33 | 72.27 | 23  | 27.44 | 74.61 | 10 Q | 26.33           | 75.98           | 14              | non qualificato | non qualificato | non qualificato | non qualificato | non qualificato | non qualificato |
| Madii Himbury        | Gobbe femminile | 31.45 | 69.49 | 15  | 31.44 | 69.36 | 10 Q | 31.03           | 68.19           | 20              | non qualificata | non qualificata | non qualificata | non qualificata | non qualificata | non qualificata |
| Jakara Anthony       | Gobbe femminile | 30.52 | 69.49 | 14  | 31.69 | 73.35 | 3 Q  | 30.46           | 76.81           | 4 Q             | 30.48           | 76.45           | 5 Q             | 30.94           | 75.35           | 4               |
| Britteny Cox         | Gobbe femminile | 28.94 | 76.78 | 7 Q | Bye   | Bye   | Bye  | 29.19           | 75.79           | 5 Q             | 28.99           | 78.28           | 2 Q             | 28.29           | 75.08           | 5               |
| Claudia Gueli        | Gobbe femminile | 31.17 | 68.68 | 17  | 38.35 | 35.19 | 13   | non qualificata | non qualificata | non qualificata | non qualificata | non qualificata | non qualificata | non qualificata | non qualificata | non qualificata |

### Salti
| Atleta         | Gara            | Qualificazioni | Qualificazioni | Qualificazioni | Qualificazioni | Finale          | Finale          | Finale          | Finale          | Finale          | Finale          |
| Atleta         | Gara            | Salto 1        | Salto 1        | Salto 2        | Salto 2        | Salto 1         | Salto 1         | Salto 2         | Salto 2         | Salto 3         | Salto 3         |
| Atleta         | Gara            | Punti          | Posizione      | Punti          | Posizione      | Punti           | Posizione       | Punti           | Posizione       | Punti           | Posizione       |
| -------------- | --------------- | -------------- | -------------- | -------------- | -------------- | --------------- | --------------- | --------------- | --------------- | --------------- | --------------- |
| David Morris   | Salti maschile  | 112.83         | 15             | 124.89         | 2 Q            | 111.95          | 10              | non qualificato | non qualificato | non qualificato | non qualificato |
| Lydia Lassila  | Salti femminile | 66.27          | 18             | 63.45          | 14             | non qualificata | non qualificata | non qualificata | non qualificata | non qualificata | non qualificata |
| Laura Peel     | Salti femminile | 64.86          | 19             | 89.46          | 3 Q            | 85.05           | 9 Q             | 85.65           | 3 Q             | 55.34           | 5               |
| Danielle Scott | Salti femminile | 93.76          | 5 QF           | Bye            | Bye            | 57.01           | 12              | non qualificata | non qualificata | non qualificata | non qualificata |
| Samantha Wells | Salti femminile | 54.28          | 22             | 58.27          | 17             | non qualificata | non qualificata | non qualificata | non qualificata | non qualificata | non qualificata |

### Ski cross
| Gara                | Atleta           | Qualificazioni | Qualificazioni | Ottavi di finale | Quarti di finale | Semifinali      | Finale          |
| Gara                | Atleta           | Tempo          | Posizione      | Ottavi di finale | Quarti di finale | Semifinali      | Finale          |
| ------------------- | ---------------- | -------------- | -------------- | ---------------- | ---------------- | --------------- | --------------- |
| Ski cross maschile  | Anton Grimus     | 1'40"80        | 30º Q          | 4º               | non qualificato  | non qualificato | non qualificato |
| Ski cross femminile | Sami Kennedy-Sim | 1'14"97        | 9ª Q           | 2ª Q             | 1ª Q             | 3ª QB           | 4ª              |

### Slopestyle
| Atleta       | Gara                | Qualificazioni | Qualificazioni | Qualificazioni | Qualificazioni | Finale          | Finale          | Finale          | Finale          | Finale          |
| Atleta       | Gara                | Prova 1        | Prova 2        | Migliore       | Posizione      | Prova 1         | Prova 2         | Prova 3         | Migliore        | Posizione       |
| ------------ | ------------------- | -------------- | -------------- | -------------- | -------------- | --------------- | --------------- | --------------- | --------------- | --------------- |
| Russ Henshaw | Slopestyle maschile | 72.60          | 64.00          | 72.60          | 19             | non qualificato | non qualificato | non qualificato | non qualificato | non qualificato |

## Pattinaggio di figura
L'Australia ha qualificato nel pattinaggio di figura un atleta in seguito ai Campionati mondiali di pattinaggio di figura 2017.
In seguito al 2017 CS Nebelhorn Trophy l'Australia ha qualificato altri tre atleti, portando la delegazione del pattinaggio di figura ad un numero complessivo di quattro atleti, due uomini e due donne.
| Gara      | Atleta                                   | Programma corto | Programma corto | Programma libero | Programma libero | Totale          | Totale          |
| Gara      | Atleta                                   | Punti           | Posizione       | Punti            | Posizione        | Punti           | Posizione       |
| --------- | ---------------------------------------- | --------------- | --------------- | ---------------- | ---------------- | --------------- | --------------- |
| Maschile  | Brendan Kerry                            | 83,06           | 16º Q           | 150,75           | 21º              | 233,81          | 20º             |
| Femminile | Kailani Craine                           | 56,77           | 16º Q           | 151,84           | 16º              | 168,61          | 17º             |
| Coppia    | Ekaterina Alexandrovskaya Harley Windsor | 61,55           | 18ª             | non qualificati  | non qualificati  | non qualificati | non qualificati |

## Pattinaggio di velocità
| Gara   | Atleta       | Tempo   | Posizione |
| ------ | ------------ | ------- | --------- |
| 500 m  | Daniel Greig | 35"22   | 21º       |
| 1000 m | Daniel Greig | 1'09"99 | 22º       |

## Sci alpino

### Uomini
| Gara            | Atleta           | Tempo     | Tempo     | Tempo   | Posizione |
| Gara            | Atleta           | 1ª manche | 2ª manche | Totale  | Posizione |
| --------------- | ---------------- | --------- | --------- | ------- | --------- |
| Slalom speciale | Dominic Demschar | DNF       | DNF       | DNF     | DNF       |
| Slalom gigante  | Dominic Demschar | 1'13"21   | 1'13"54   | 2'26"75 | 33º       |
| Slalom gigante  | Harry Laidlaw    | DSQ       | DSQ       | DSQ     | DSQ       |

### Donne
| Gara           | Atleta      | Tempo              | Tempo              | Tempo              | Posizione |
| Gara           | Atleta      | 1ª manche          | 2ª manche          | Totale             | Posizione |
| -------------- | ----------- | ------------------ | ------------------ | ------------------ | --------- |
| Combinata      | Greta Small | DNF                | DNF                | DNF                | DNF       |
| Gara           | Atleta      | Tempo unica manche | Tempo unica manche | Tempo unica manche | Posizione |
| Supergigante   | Greta Small | 1'24"09            | 1'24"09            | 1'24"09            | 31ª       |
| Discesa libera | Greta Small | 1'42"07            | 1'42"07            | 1'42"07            | 20ª       |

## Sci di fondo
L'Australia ha qualificato nello sci di fondo un totale di sei atleti, due uomini e quattro donne.

### Uomini
| Evento                 | Atleta                           | Qualificazioni | Qualificazioni | Quarti di finale | Quarti di finale | Semifinali      | Semifinali      | Finale          | Finale          |
| Evento                 | Atleta                           | Tempo          | Pos.           | Tempo            | Pos.             | Tempo           | Pos.            | Tempo           | Pos.            |
| ---------------------- | -------------------------------- | -------------- | -------------- | ---------------- | ---------------- | --------------- | --------------- | --------------- | --------------- |
| Sprint                 | Phillip Bellingham               | 3'31"54        | 65º            | non qualificato  | non qualificato  | non qualificato | non qualificato | non qualificato | non qualificato |
| Sprint a squadre       | Phillip Bellingham Callum Watson | N.D.           | N.D.           | N.D.             | N.D.             | 17'38"36        | 24º             | non qualificati | non qualificati |
| Evento                 | Atleta                           | Tempo          | Tempo          | Tempo            | Distacco         | Distacco        | Distacco        | Posizione       | Posizione       |
| 15 km tecnica libera   | Phillip Bellingham               | 38'36"2        | 38'36"2        | 38'36"2          | +4'52"3          | +4'52"3         | +4'52"3         | 77º             | 77º             |
| 15 km tecnica libera   | Callum Watson                    | 37'53"9        | 37'53"9        | 37'53"9          | +4'10"0          | +4'10"0         | +4'10"0         | 70º             | 70º             |
| 50 km tecnica classica | Phillip Bellingham               | 2h30'39"7      | 2h30'39"7      | 2h30'39"7        | +22'17"6         | +22'17"6        | +22'17"6        | 56º             | 56º             |
| 50 km tecnica classica | Callum Watson                    | 2h33'28"6      | 2h33'28"6      | 2h33'28"6        | +25'06"5         | +25'06"5        | +25'06"5        | 58º             | 58º             |
| Skiathlon              | Callum Watson                    | 1h25'15"4      | 1h25'15"4      | 1h25'15"4        | +8'55"4          | +8'55"4         | +8'55"4         | 58º             | 58º             |

### Donne
| Evento                 | Atleta                          | Qualificazioni | Qualificazioni | Quarti di finale | Quarti di finale | Semifinali      | Semifinali      | Finale          | Finale          |
| Evento                 | Atleta                          | Tempo          | Pos.           | Tempo            | Pos.             | Tempo           | Pos.            | Tempo           | Pos.            |
| ---------------------- | ------------------------------- | -------------- | -------------- | ---------------- | ---------------- | --------------- | --------------- | --------------- | --------------- |
| Sprint                 | Aimee Watson                    | 3'44"87        | 58ª            | non qualificata  | non qualificata  | non qualificata | non qualificata | non qualificata | non qualificata |
| Sprint                 | Casey Wright                    | 3'49"80        | 63ª            | non qualificata  | non qualificata  | non qualificata | non qualificata | non qualificata | non qualificata |
| Sprint                 | Jessica Yeaton                  | 3'33"01        | 48ª            | non qualificata  | non qualificata  | non qualificata | non qualificata | non qualificata | non qualificata |
| Sprint a squadre       | Barbara Jezeršek Jessica Yeaton | N.D.           | N.D.           | N.D.             | N.D.             | 17'20"38        | 14ª             | non qualificate | non qualificate |
| Evento                 | Atleta                          | Tempo          | Tempo          | Tempo            | Distacco         | Distacco        | Distacco        | Posizione       | Posizione       |
| 10 km tecnica libera   | Barbara Jezeršek                | 27'42"5        | 27'42"5        | 27'42"5          | +2'42"0          | +2'42"0         | +2'42"0         | 33ª             | 33ª             |
| 10 km tecnica libera   | Aimee Watson                    | 29'41"4        | 29'41"4        | 29'41"4          | +4'40"9          | +4'40"9         | +4'40"9         | 68ª             | 68ª             |
| 10 km tecnica libera   | Jessica Yeaton                  | 28'09"6        | 28'09"6        | 28'09"6          | +3'09"1          | +3'09"1         | +3'09"1         | 41ª             | 41ª             |
| 30 km tecnica classica | Jessica Yeaton                  | 1h40'54"8      | 1h40'54"8      | 1h40'54"8        | +18'37"2         | +18'37"2        | +18'37"2        | 42ª             | 42ª             |
| Skiathlon              | Barbara Jezeršek                | 44'39"3        | 44'39"3        | 44'39"3          | +3'54"4          | +3'54"4         | +3'54"4         | 39ª             | 39ª             |
| Skiathlon              | Jessica Yeaton                  | 45'44"8        | 45'44"8        | 45'44"8          | +4'59"9          | +4'59"9         | +4'59"9         | 50ª             | 50ª             |

## Short track

### Uomini
| Gara   | Atleta    | Batteria | Batteria | Quarto di finale | Quarto di finale | Semifinale      | Semifinale      | Finale          | Finale          |
| Gara   | Atleta    | Tempo    | Pos.     | Tempo            | Pos.             | Tempo           | Pos.            | Tempo           | Pos.            |
| ------ | --------- | -------- | -------- | ---------------- | ---------------- | --------------- | --------------- | --------------- | --------------- |
| 500 m  | Andy Jung | 1'03"137 | 3º       | non qualificato  | non qualificato  | non qualificato | non qualificato | non qualificato | non qualificato |
| 1500 m | Andy Jung | 2'16"995 | 4º Q     | N.D.             | N.D.             | 2'11"183        | 5º              | non qualificato | non qualificato |

### Donne
| 1000 m | Deanna Lockett | DSQ      | DSQ  | non qualificata | non qualificata | non qualificata | non qualificata | non qualificata | non qualificata |                 |                 |                 |                 |
| 1500 m | Deanna Lockett | 2'28"996 | 2ª Q | N.D.            | N.D.            | 3'01"928        | 6ª              | non qualificata | non qualificata | non qualificata | non qualificata | non qualificata | non qualificata |

## Skeleton
L'Australia ha qualificato nello skeleton due atleti, un uomo e una donna.
| Gara              | Atleti           | 1ª manche | 2ª manche | 3ª manche | 4ª manche | Totale  | Posizione |
| ----------------- | ---------------- | --------- | --------- | --------- | --------- | ------- | --------- |
| Singolo femminile | Jackie Narracott | 52"53     | 52"76     | 52"62     | 52"82     | 3'30"73 | 16ª       |
| Singolo maschile  | John Farrow      | 51"64     | 51"31     | 51"40     | 51"53     | 3'25"88 | 19º       |

## Slittino
L'Australia ha qualificato nello slittino un solo atleta, un uomo.
| Gara             | Atleta        | 1ª manche | 2ª manche | 3ª manche | 4ª manche       | Totale   | Posizione |
| ---------------- | ------------- | --------- | --------- | --------- | --------------- | -------- | --------- |
| Singolo maschile | Alex Ferlazzo | 48"073    | 48"587    | 49"531    | non qualificato | 2'26"191 | 28º       |

## Snowboard

### Freestyle
| Gara               | Atleta           | Qualificazioni | Qualificazioni | Qualificazioni | Qualificazioni | Finale          | Finale          | Finale          | Finale          | Finale          |
| Gara               | Atleta           | Prova 1        | Prova 2        | Migliore       | Posizione      | Prova 1         | Prova 2         | Prova 3         | Migliore        | Posizione       |
| ------------------ | ---------------- | -------------- | -------------- | -------------- | -------------- | --------------- | --------------- | --------------- | --------------- | --------------- |
| Halfpipe maschile  | Kent Callister   | 66,75          | 77,00          | 77,00          | 12º Q          | 20,00           | 62,00           | 56,75           | 62,00           | 12º             |
| Halfpipe maschile  | Scott James      | 89,00          | 96,75          | 97,75          | 2º Q           | 92,00           | 81,75           | 40,25           | 92,00           |                 |
| Halfpipe maschile  | Nathan Johnstone | 62,25          | 10,25          | 62,25          | 22º            | non qualificato | non qualificato | non qualificato | non qualificato | non qualificato |
| Halfpipe femminile | Emily Arthur     | 30,25          | 66,50          | 66,50          | 8º Q           | 48,25           | 9,25            | 25,00           | 48,25           | 11º             |
| Halfpipe femminile | Holly Crawford   | 57,50          | 20,00          | 57,50          | 13º            | non qualificata | non qualificata | non qualificata | non qualificata | non qualificata |
| Big air femminile  | Jessica Rich     | 73,50          | 74,25          | 74,25          | 13º            | non qualificata | non qualificata | non qualificata | non qualificata | non qualificata |

### Cross
| Gara                      | Atleta          | Qualificazioni | Qualificazioni | Ottavo di finale | Quarto di finale | Semifinale      | Finale          |
| Gara                      | Atleta          | Tempo          | Posizione      | Ottavo di finale | Quarto di finale | Semifinale      | Finale          |
| ------------------------- | --------------- | -------------- | -------------- | ---------------- | ---------------- | --------------- | --------------- |
| Snowboard cross maschile  | Cameron Bolton  | 1'14"35        | 12º Q          | 2º Q             | 3º Q             | 4º QB           | 4º              |
| Snowboard cross maschile  | Jarryd Hughes   | 1'13"75        | 25º Q          | 1º Q             | 2º Q             | 2º Q            |                 |
| Snowboard cross maschile  | Adam Lambert    | 1'14"94        | 22º Q          | 4º               | non qualificato  | non qualificato | non qualificato |
| Snowboard cross maschile  | Alex Pullin     | 1'14"76        | 20º Q          | 2º Q             | 2º Q             | 1º Q            | 6º              |
| Snowboard cross femminile | Belle Brockhoff | 1'20"34        | 10ª Q          | N.D.             | 3ª Q             | DNF QB          | 5ª              |